# 维拉鲁
维拉鲁（法語：Villaroux，法語發音：[vilaʁu]）是法国萨瓦省的一个市镇，位于该省中西部，属于尚贝里区。

## 地理
维拉鲁（45°27'29"N, 6°4'30"E）面积3.09 平方千米，位于法国奥弗涅-罗讷-阿尔卑斯大区萨瓦省，该省份为法国东部省份，历史上为薩伏依的一部分，北起上萨瓦省，西接伊泽尔省和安省，南部和东部与上阿尔卑斯省和意大利接壤。
与维拉鲁接壤的市镇（或旧市镇、城区）包括：拉沙佩勒布朗什、代特里耶、莱莫莱特、圣皮埃尔德苏西、瓦尔热隆拉罗谢特。

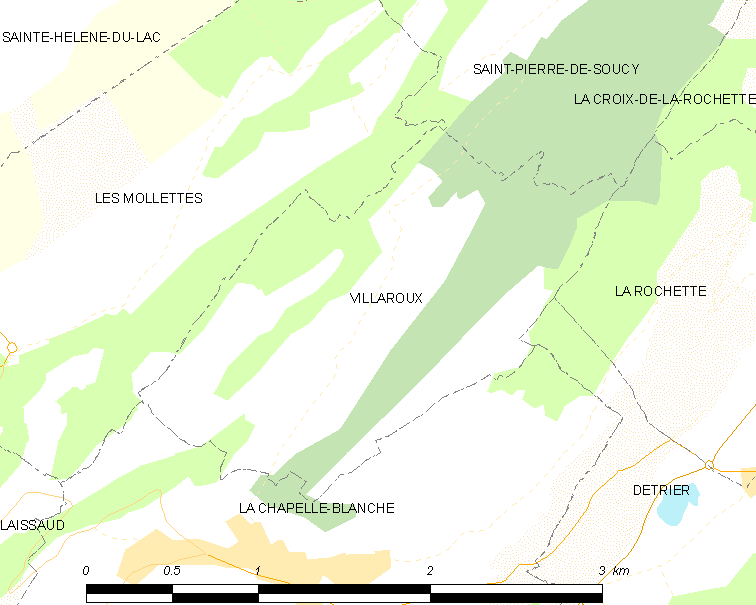
维拉鲁的OSM定位图

维拉鲁的时区为UTC+01:00、UTC+02:00（夏令时）。

## 行政
维拉鲁的邮政编码为73110，INSEE市镇编码为73324。

## 政治
维拉鲁所属的省级选区为蒙梅利扬县。

## 人口

1962-2008年间维拉鲁人口变化图示

维拉鲁于2022年1月1日时的人口数量为191人。